# Cosmopterix erasmia
Cosmopterix erasmia là một loài bướm đêm thuộc họ Cosmopterigidae. Nó được tìm thấy ở Brasil (Amazonas, Para) và Guyana.
Con trưởng thành được sưu tập vào tháng 2, tháng 4 và tháng 10, chứng tỏ có ít nhất hai thế hệ. Cánh trước dài 2,8-3,3 mm.